# Pachybrachis pallidulus
Pachybrachis pallidulus es una especie de insecto coleóptero de la familia Chrysomelidae.
Fue descrita científicamente en 1851 por Suffrian.